# أنظمة رافائيل الدفاعية المتقدمة
أنظمة رافائيل الدفاعية المتقدمة المحدودة.(عبري: רפאל - מערכות לחימה מתקדמות בע"מ)، سابقاً مسماة بـ " سلطة رافائيل لتطوير الأسلحة"، الاسم رافائيل هو الحروف الأولية لكل كلمة من عبارة "سلطة تطوير الأسلحة" (عبري:רשות לפיתוח אמצעי לחימה). هي السلطة الإسرائيلية لتطوير الأسلحة والتقنية العسكرية. رافائيل هي قسم سابق من وزارة الدفاع الإسرائيلية وتعتبر مؤسسة حكومية.
تقوم مؤسسة رافائيل بإنتاج وتطوير تقنيات قتالية للجيش الإسرائيلي كما تقوم بالتصدير للخارج، جميع المشاريع الحالية سرية.

## التاريخ
أَنُشِّئَت رافائيل في عام 1948م (1369هـ) تحت مسمى «سرية العلوم» (عبري:חיל המדע) وتحت قيادة شلومو جير، وتم تغيير اسمها في 1952م (1373هـ) إلى «إدارة الأبحاث والتصميم» (عبري:אגף הפיתוח והתיכנון)، وتم أخيراً تحديدها كـ«رافائيل» بعد 6 سنوات في 1958م (1379هـ).

## إعادة الهيكلة كشركة محدودة
خلال أوائل التسعينيات، كانت رافائيل تعمل بخسارة (بلغ ذروته في عام 1995 بخسارة 120 مليون دولار من حجم مبيعات قدره 460 مليون دولار). لذلك، تقرر إعادة هيكلة المنظمة والبدء في تشغيل رافائيل كشركة محدودة. في البداية، كان لدى الشركة الجديدة ثلاثة أقسام منفصلة كل منها يعمل كقطاع للربح، وبميزانية عمومية منفصلة مقدمة إلى مجلس الإدارة المشكل حديثًا.
تم الانتهاء من إعادة الهيكلة في عام 2002 عندما تم تأسيس Rafael رسميًا كشركة محدودة (على الرغم من أنها لا تزال شركة مملوكة للحكومة)، مع الحفاظ على قدراتها التكنولوجية من خلال استثمار حوالي 10% من حجم الأعمال في برامج البحث والتطوير. في عامها الأول كشركة محدودة، حققت شركة رافائيل ربحًا قدره 37 مليون دولار من مبيعات بلغت 830 مليون دولار. وبحلول عام 2016، سجلت شركة رافائيل أرباحًا صافية سنوية بلغت 473 مليون شيكل (حوالي 130 مليون دولار أمريكي)، أي بزيادة 3% مقارنة بـ 459 مليون شيكل في عام 2015. بلغ إجمالي الطلبات الجديدة في عام 2016 طلبات تبلغ 10.7 مليار شيكل، وبلغت المبيعات 8.32 مليار شيكل بزيادة بنسبة 6% أكثر مما كانت عليه في عام 2015. بلغ تزايد طلبات الشركة حتى نهاية عام 2016 ما قيمته 21.72 مليار شيكل، بزيادة قدرها 12% عن نهاية عام 2015.
في 14 أكتوبر 2007، غيرت الشركة اسمها من شركة Rafael Armament Development Authority المحدودة إلى شركة Rafael Advanced Defense Systems Ltd.

## الأسلحة المنتجة
- عربة ولف المدرعة أنتجت بالتعاون مع Hatehof Netzer Sereni
- LITENING جراب استهداف - نظام استهداف دقيق
- Typhoon نظام التسليح - محطة سلاح بحري ثابتة
- Protector - زورق سطحي بدون طاقم بالتعاون مع لوكهيد مارتن وبي إيه إي سيستمز
- Python 5 - صاروخ جو-جو بقدرات جوية كاملة
- بوباي جو-أرض صاروخ للمواجهة
- Spike صاروخ مضاد للدبابات.
- مدمر الجدران (wall buster) - قاذف قنابل خارق للجدران
- CARPET ألغام كاسحة
- محطات سامسمون للأسلحة المدارة عن بعد - محطة أسلحة مدارة عن بعد مثبة على آلية قتال مدرعة أو مركبة بحرية وبالإمكان التحكم بها من الكبينة. يمكن تركيب العديد من التسليحات:
  - 7.62 mm مدفع آلي (يعرف بـ MAG Rafael)

## وصلات خارجية
- موقع رافائيل الرسمي
- رافائيل في معرض eurosatory للتسليح في عام 2004
- رافائيل في معرض الـLIC (الصراعات قليلة الشدة) عام 2005